# Baie de Crovani

La baie de Crovani est située sur la façade occidentale de la Corse, entre Galéria et Calvi, à proximité de la localité éparse de Luzzipeo.

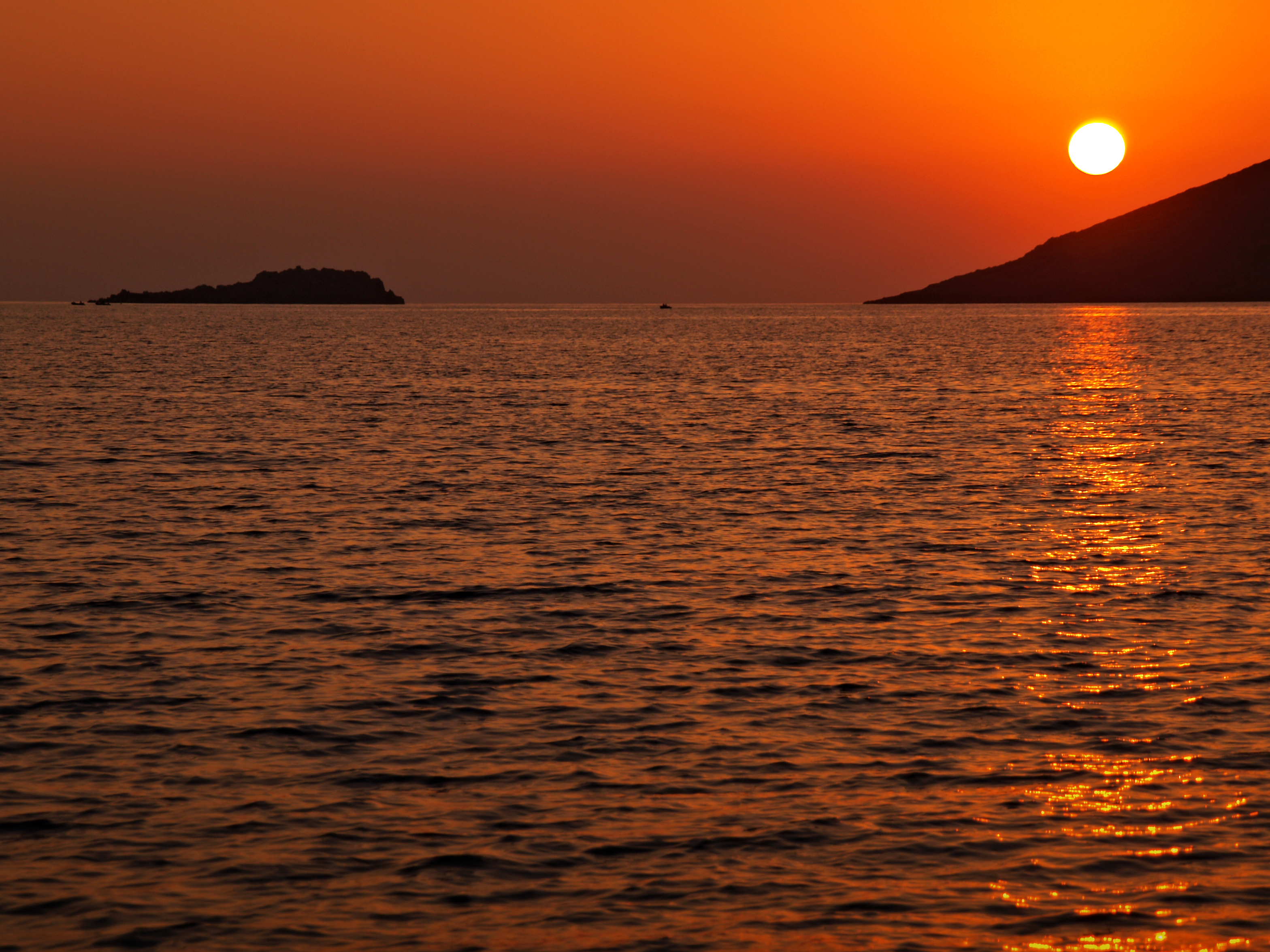
Capu di a Mursetta et son îlot

## Géographie

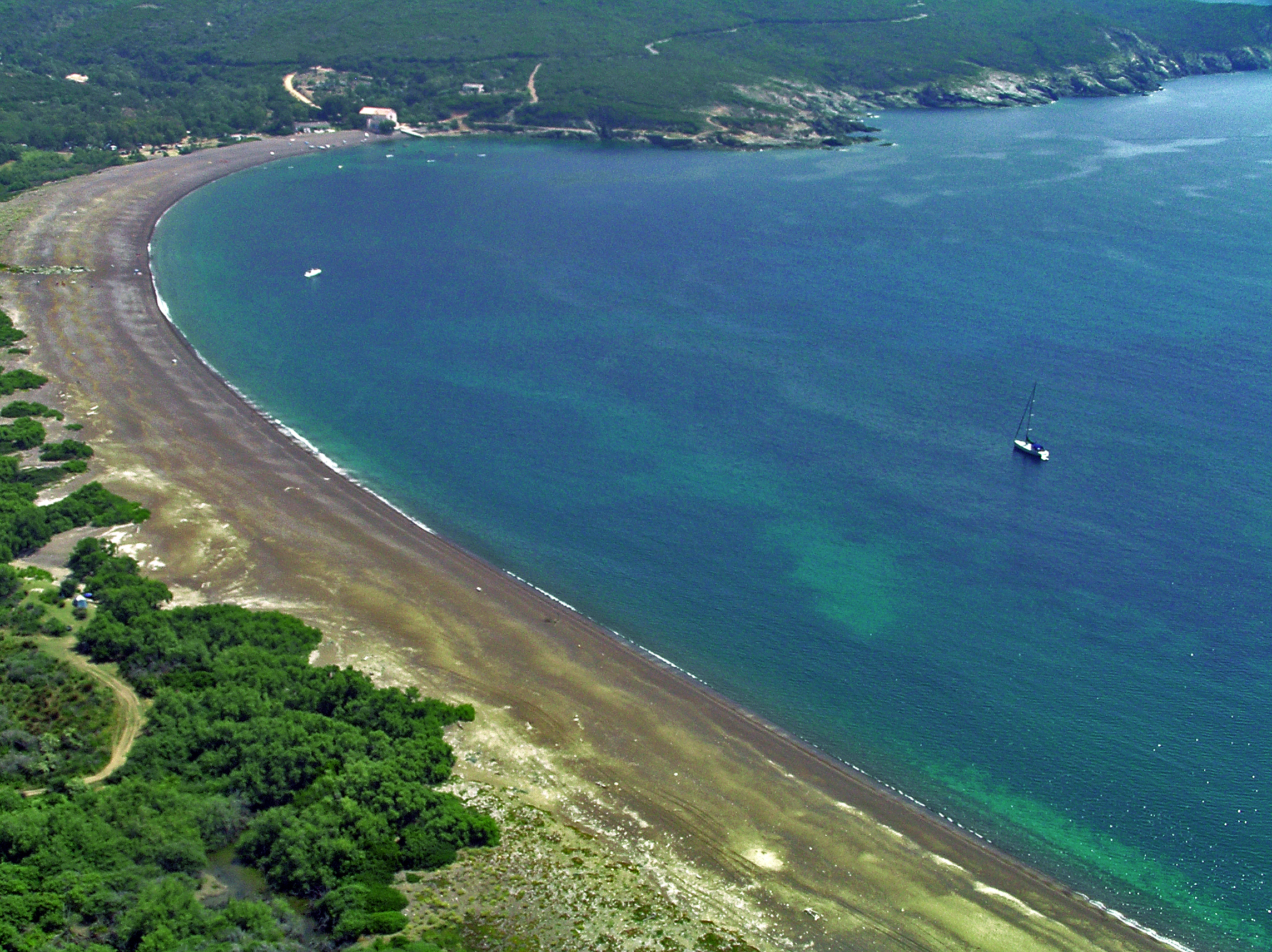
Plage de l’Argentella

La baie de Crovani se situe aux extrémités nord-ouest de la commune de Galéria et sud-ouest de la commune de Calenzana, « à cheval » sur ces deux communes du département de la Haute-Corse (2B), au sud de Calvi. Elle est limitée au nord par Capu di a Mursetta (Calenzana) et au sud par Punta Ferraghiola (Galéria). 
Le fond de la baie est occupé par la plage de galets de l’Argentella, principal hameau du village épars de Luzzipeo qui occupe les terres principalement agricoles ou à l'abandon qui dominent la baie. Derrière la plage de l'Argentella se situe le site naturel de Crovani.
Au sud de la plage se situe l'embouchure du ruisseau de Cardiccia qui délimite les communes de Calenzana et de Galéria, et en même temps la partie maritime nord du Parc naturel régional de Corse dont Galéria est adhérente dans le « territoire de vie » Falasorma-Marsulinu.

## Histoire
Dans la deuxième moitié du XIXe siècle, consécutivement à l’exploitation des mines de plomb argentifère et de cuivre dites mines de l’Argentella, de très importants travaux avaient été entrepris, notamment l'aménagement du port Julia dans la baie de Crovani. L’exploitation des mines cesse au début du XXe siècle.